# Ippon (judo)
Ippon (japonsky: 一本; doslovně "jeden plný bod") je nejvyšší bodové ocenění, které může zápasník juda v zápase dosáhnout. Tento termín se používá jak v judu, tak i v kendó, karate nebo v džiu-džitsu.

## Ippon v zápase
Ippon v judu je ekvivalent knockoutu v boxu. Pokud zápasník juda získá ippon, zápas okamžitě vyhrává.

## Způsoby provedení
Ippon je možné získat několika způsoby:
- technika je provedena dostatečně razantně a soupeř dopadne lopatkami na zem či do tzv. mostu,
- v boji na zemi dojde k držení a znehybnění soupeře na 20 sekund,
- soupeř se vzdá dvojitým zaklepáním na tatami nebo na své tělo.

Pokud zápasník dosáhne v zápase dvou wazari (druhé nejvyšší bodové hodnocení), získává tak ippon a zápas vyhrává. Toto pravidlo bylo zrušeno v roce 2017, ale v 2018 bylo znovu obnoveno.